# فرانكي إيمرسون
فرانكي إيمرسون (بالإنجليزية: Frankie Emerson)‏ هو موسيقي أمريكي، ولد في 22 مايو 1972 في لوس أنجلوس في الولايات المتحدة.